# 불가리아 대통령

불가리아의 국장

불가리아의 대통령(불가리아어: Президент на България)은 불가리아의 국가 원수이자 불가리아 육군의 총사령관이다. 대통령의 공식 관저는 소피아 보야나 거주지에 있다. 2016년 11월 13일, 2차 투표가 끝난 후, 루멘 라데프 후보는 불가리아의 대통령으로 선출되었다.
불가리아에서 대통령의 역할은 주로 상징적인 인물로서, 주요 기능은 불가리아의 다른 기관들 사이의 분쟁의 '중재자'가 되는 것이다. 그들은 정부의 수장이나 국가의 행정권력의 일부로 여겨지지 않는다. 대통령은 5년 임기로 선출되며, 한 번만 연임할 수 있다. 한 개인이 대통령으로서 두 번 임기를 마친 후, 그 개인은 불가리아 헌법에 의해 정해진 규칙에 따라 다시 대통령에 선출되는 것이 영원히 금지될 것이다. 대통령은 새해 시작 직전인 섣달 그믐날 전국 TV에서 매년 대국민 연설을 한다.

## 제한사항
대통령은 임기 중 다른 어떤 정부, 공공 또는 개인 사무실에서도 국회의원이 되는 것이 금지되어 있다. 대통령은 또한 재임 중 정당의 지도부 자리에 관여하는 것이 헌법상 금지되어 있다. 사실상, 대부분의 대통령 후보들이 정당 명단에서 선출되고 헌법이 대통령이 정당의 일반 당원이 되는 것을 금지하지 않음에도 불구하고, 불가리아 사회에서는 대통령 당선자가 정당과의 모든 연대를 포기하는 것이 널리 예상되고 있다. 당선되어 무소속 정치인으로 활동하다.

## 부통령
대통령은 불가리아의 부통령의 보좌를 받고 있다. 부통령이 부재 시 대통령을 대신한다. 부통령이 조기 퇴임하는 경우에만 선거가 치러질 때까지 대통령의 직무를 맡게 된다. 헌법은 대통령이 부통령에게 특정 관리들을 임명하고 해임하고, 사면과 사면을 하고, 시민권과 난민 지위를 제공하는 권한을 위임하는 것을 허용하지만, 대통령은 대통령과 같은 특권을 누리며 오직 해임될 수 있다. 대통령에 관한 절차와 같은 절차를 밟고 있다.

## 같이 보기
- 불가리아의 역사
- 불가리아의 군주
- 불가리아의 총리